# Jean Condom
Jean Condom (Saint-André-de-Seignanx, 15 agosto 1960) è un ex rugbista a 15 francese, già seconda linea di Biarritz e Bayonne.

## Biografia
Aquitano, crebbe sportivamente a Boucau prima di entrare nel rugby di alto livello con la rappresentativa basca del Biarritz; esordì in Nazionale nel 1982 in Coppa FIRA a Bucarest contro la Romania, e l'anno successivo disputò il primo di 8 tornei del Cinque Nazioni consecutivi, dal 1983 al 1990, con un Grande Slam nel 1987 e altre quattro vittorie, tre delle quali ex aequo.
Prese parte alla Coppa del Mondo di rugby 1987, in cui scese in campo 5 volte, compresa la finale in cui la Francia fu sconfitta, ad Auckland, contro i padroni di casa della Nuova Zelanda.
Disputò il suo ultimo incontro internazionale nel 1990 contro l'Australia.
Con il Biarritz giunse fino alla finale di campionato 1991/92, persa contro il Tolone.
A livello di club militò anche nel Bayonne, sempre nei Paesi Baschi francesi.
Da dopo il ritiro lavora come rappresentante di commercio.